# Nickelodeon Kids' Choice Awards

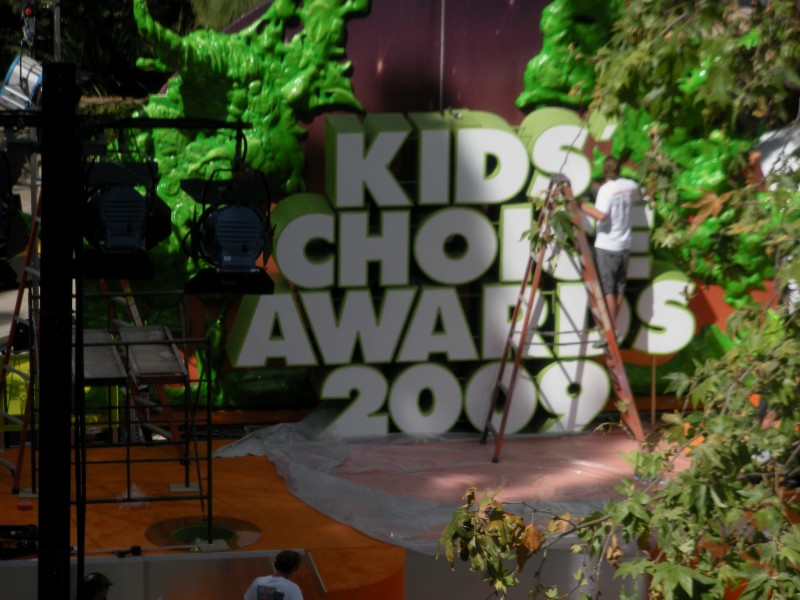
Kids' Choice Awards 2009

Kids' Choice Awards is een jaarlijkse prijsuitreikingsshow, die wordt uitgezonden door de televisiezender Nickelodeon. Op het evenement worden prijzen toegekend aan de makers van de beste films, televisieseries en muziekoptredens. Kinderen kunnen stemmen op hun favoriete artiest, film of televisieserie, en aan de hand van de uitslag wordt bepaald wie de prijs verdient. De Amerikaanse versie wordt uitgezonden sinds 1987, aanvankelijk onder de naam  The Big Ballot.
De uitreiking wordt voorafgegaan met een verslag vanaf de oranje loper.

## Na de show
Na de Kids' Choice Awards wordt er in de Verenigde Staten sinds 1996 een speciale aflevering of een seriepremière vertoond.
Sinds 2013 is dit in Nederland ook het geval.
| Jaar | Programma                            |
| ---- | ------------------------------------ |
| 2013 | Marvin Marvin (seriepremière)        |
| 2014 | De Thundermans (seriepremière)       |
| 2015 | Bella en de Bulldogs (sneak peek)    |
| 2016 | Game Shakers (nieuwe aflevering)     |
| 2017 | Amaro's Kooklab (nieuwe aflevering)  |
| 2018 | De viral fabriek (seriepremière)     |
| 2019 | Familie voor altijd (seriepremière)  |
| 2021 | Pokémon de Film: Ik Kies Jou! (film) |
| 2023 | Monster high: film (sneak peek)      |

In 2020 was het aanvankelijk de Casagrandes. Echter, dat ging niet door omdat het door de coronapandemie werd verplaatst naar 8 mei 2020. Er kwam toen geen show na.
In 2022 kwam er geen nieuwe show op Nickelodeon.

## Nederland
In Nederland werd het programma in 2004, 2005 en in 2007 uitgezonden door de Nederlandse versie van de televisiezender Nickelodeon. In 2006 was er geen uitreiking.
Vanaf 2011 wordt de Amerikaanse versie wereldwijd, ook in Nederland, uitgezonden. Nickelodeon-kijkers wereldwijd kunnen stemmen op de categorieën. Sommige landen, waaronder Nederland, hebben ook eigen categorieën die tussen de show door worden uitgezonden. In 2017 werden de lokale prijzen voor Nederland en België uitgereikt vanuit Hilversum. Anouk Maas en Stef Poelmans presenteerden de show.

### Categorieën 2007
Voor de volgende categorieën kon men stemmen in Nederland:
| categorie          | winnaar                          | overige genomineerden                                              |
| ------------------ | -------------------------------- | ------------------------------------------------------------------ |
| Beste popgroep     | Ch!pz                            | Kus, Pussycat Dolls, Nick & Simon                                  |
| Beste zanger(es)   | EliZe                            | Hilary Duff, Marco Borsato, Jan Smit                               |
| Beste sport(st)er  | Klaas-Jan Huntelaar              | Ireen Wüst, Sven Kramer, Kim Clijsters                             |
| Beste boek         | Hoe overleef ik (zonder) liefde? | Het Huis Anubis, 100% Timboektoe, 100% Lola                        |
| Beste cartoon      | Bratz                            | SpongeBob SquarePants, Beugelbekkie, Avatar                        |
| Beste tv-programma | Het Huis Anubis                  | GTST, Lizzie McGuire, Onderweg naar Morgen                         |
| Beste tv-ster      | Loek Beernink                    | Vivienne van den Assem, Nicolette van Dam, Wendy van Dijk          |
| Beste film         | Afblijven                        | Zoop in India, Step Up, Pirates of the Caribbean: Dead Man's Chest |
| Beste game         | De Sims 2: Huisdieren            | FIFA 07, Zoo Tycoon 2: Marine Mania, New Super Mario Bros.         |
| Beste goed doel    | Stichting de Opkikker            | War Child, WNF, KiKa                                               |

### Locaties
Dit zijn de locaties waar de Nederlandse Kids' Choice Awards werden gehouden:
| Jaar | Plaats                  |
| ---- | ----------------------- |
| 2004 | Pepsi Stage Amsterdam   |
| 2005 | Ahoy Rotterdam          |
| 2007 | Theater Carré Amsterdam |
| 2017 | VUE Bioscoop Hilversum  |
| 2018 | Nickelodeon Amsterdam   |

Sinds 2019 worden de prijzen niet in een studio uitgereikt, maar bij de winnaars zelf.
In 2020 werd het programma niet uitgezonden op Nickelodeon maar wel op het YouTube-kanaal van de zender. De prijzen werden wederom bij de winnaars thuis gebracht, alleen deze keer op een andere manier vanwege het coronavirus.
In 2021 kwamen ze op bezoek bij de winnaars met een verrassing.
In 2022 reden ze met een Amerikaanse schoolbus naar de winnaars toe en die lieten ze in de bus en in de bus kregen ze hun award.

## Verenigde Staten
In de Verenigde Staten wordt de Kids' Choice Awards gehouden sinds 1986, de eerste twee jaren onder de naam The Big Ballot. Kinderen konden aanvankelijk stemmen op hun favoriet in bepaalde winkels, waaronder Toys "R" Us. De laatste jaren is het ook mogelijk om een stem uit te brengen via internet. In tegenstelling tot andere programma's met eenzelfde opzet wordt niet vrijgegeven hoe de uitslag bekomen wordt, zodat men zich in het verleden weleens afvroeg of de stemmen van de kinderen ook effectief meetelden.
De prijsuitreiking werd lange tijd gepresenteerd door Rosie O'Donnell, totdat zij er in 2003 mee stopte. Sindsdien wordt de uitreiking elk jaar door een andere beroemdheid gepresenteerd.

### Categorieën
In de Verenigde Staten zijn aanmerkelijk meer categorieën waarop men kan stemmen. Voor de volgende categorieën kan men stemmen in de Verenigde Staten:
| Beste popgroep                      | Beste lied          | Beste zanger         | Beste zangeres          | Beste buttkicker |
| Beste film                          | Beste filmacteur    | Beste filmactrice    | Beste geanimeerde film  |                  |
| Beste stem uit een geanimeerde film | Beste tv-acteur     | Beste tv-actrice     | Beste reality show      |                  |
| Beste atlete                        | Beste boek          | Beste videogame      | Beste cartoon           |                  |
| Beste atleet                        | Beste televisieshow | Big Green Help Award | Beste televisiesidekick |                  |

### Shows
- Nickelodeon Kids' Choice Awards 2024
- Nickelodeon Kids' Choice Awards 2023
- Nickelodeon Kids' Choice Awards 2022
- Nickelodeon Kids' Choice Awards 2021
- Nickelodeon Kids' Choice Awards 2020
- Nickelodeon Kids' Choice Awards 2019
- Nickelodeon Kids' Choice Awards 2018
- Nickelodeon Kids' Choice Awards 2017
- Nickelodeon Kids' Choice Awards 2016
- Nickelodeon Kids' Choice Awards 2015
- Nickelodeon Kids' Choice Awards 2014
- Nickelodeon Kids' Choice Awards 2013
- Nickelodeon Kids' Choice Awards 2012
- Nickelodeon Kids' Choice Awards 2011
- Nickelodeon Kids' Choice Awards 2010
- Nickelodeon Kids' Choice Awards 2009
- Nickelodeon Kids' Choice Awards 2008
- Nickelodeon Kids' Choice Awards 2007
- Nickelodeon Kids' Choice Awards 2006